# Monster Madness: Battle for Suburbia
Monster Madness: Battle for Suburbia est un jeu vidéo de type shoot 'em up développé par Artificial Studios et édité par SouthPeak Games, sorti en 2007 sur Windows et Xbox 360.

## Accueil
- GameSpot : 5,1/10 (PC)[1] - 5/10 (X360)[2]